# Левон Шант
Лево́н Шант (вірм. Լևոն Շանթ; 16 квітня 1869, Константинополь, Османська імперія — 19 листопада 1951, Бейрут, Ліван) — вірменський письменник, новеліст і політичний діяч.

## Життєпис
Закінчив духовне училище в Ускюдарі, навчався в Ечміадзинській духовній академії. У 1892—1899 роках навчався в університетах Лейпцига, Єни, Мюнхена, після чого повернувся до Вірменії.

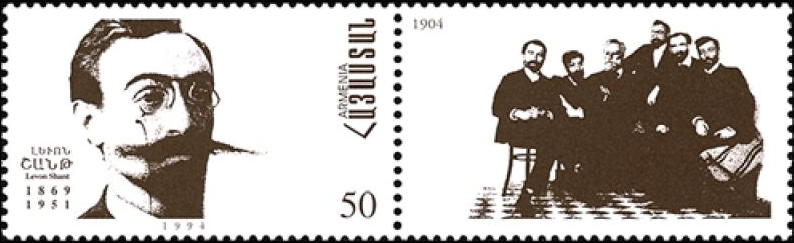
Поштова марка Вірменії, 1994 рік

Друкуватися почав 1891 року. Головний герой ранніх творів — поеми «Дівчина з гір» (1893), повісті «Чужі» (1896), драм «Егоїст» (1901), «На дорозі» (1904) — особистість, яка прагне знайти свободу в світі ілюзій. Пізніші роки відзначені пошуками більшого історичного звучання. Після поразки революції 1905—1907 пише драму «Старі боги» (1909), під час 1-ї світової війни 1914—1918 — драму «Імператор» (1916).
Згодом Шант зближується з партією Дашнакцутюн. 1921 року емігрував, жив у Європі, Азії, Північній Америці; з 1949 — в Бейруті (Ліван).
Писав на теми далекого минулого вірменського народу: трагедія «Ошинпайл» (1932), роман «Спраглі душі» (1941). Шант і його герой дедалі більше відходять від суспільних інтересів; у творах письменника переважає символістське сприйняття дійсності.

## Пам'ять
- 1994 року випущено поштову марку Вірменії, присвячену Шанту.